# Weißbindiges Wiesenvögelchen
Das Weißbindige Wiesenvögelchen oder Perlgrasfalter (Coenonympha arcania) ist ein Schmetterling (Tagfalter) aus der Familie der Edelfalter (Nymphalidae).

## Beschreibung
Die Falter erreichen eine Flügelspannweite von 28 bis 35 Millimetern. Ihre Vorderflügeloberseiten sind ocker bis orangebraun gefärbt und haben einen breiten, dunklen Rand.
Die Oberseiten der Hinterflügel sind dunkelbraun. Die Flügelunterseiten verlaufen vom Flügelansatz weg von grau nach orange. Das hintere Drittel ist durch eine breite, weiße Binde dominiert. An diese grenzen mehrere schwarze Augenflecken, die weiß gekernt und orange und schwarz umrandet sind. Sie sind in ihrer Größe sehr unterschiedlich. Vier bis Fünf von ihnen werden zum Außenrand hin von der Binde umflossen, ein weiterer sitzt am Flügelvorderrand auf der nach innen gerichteten Seite der Binde.

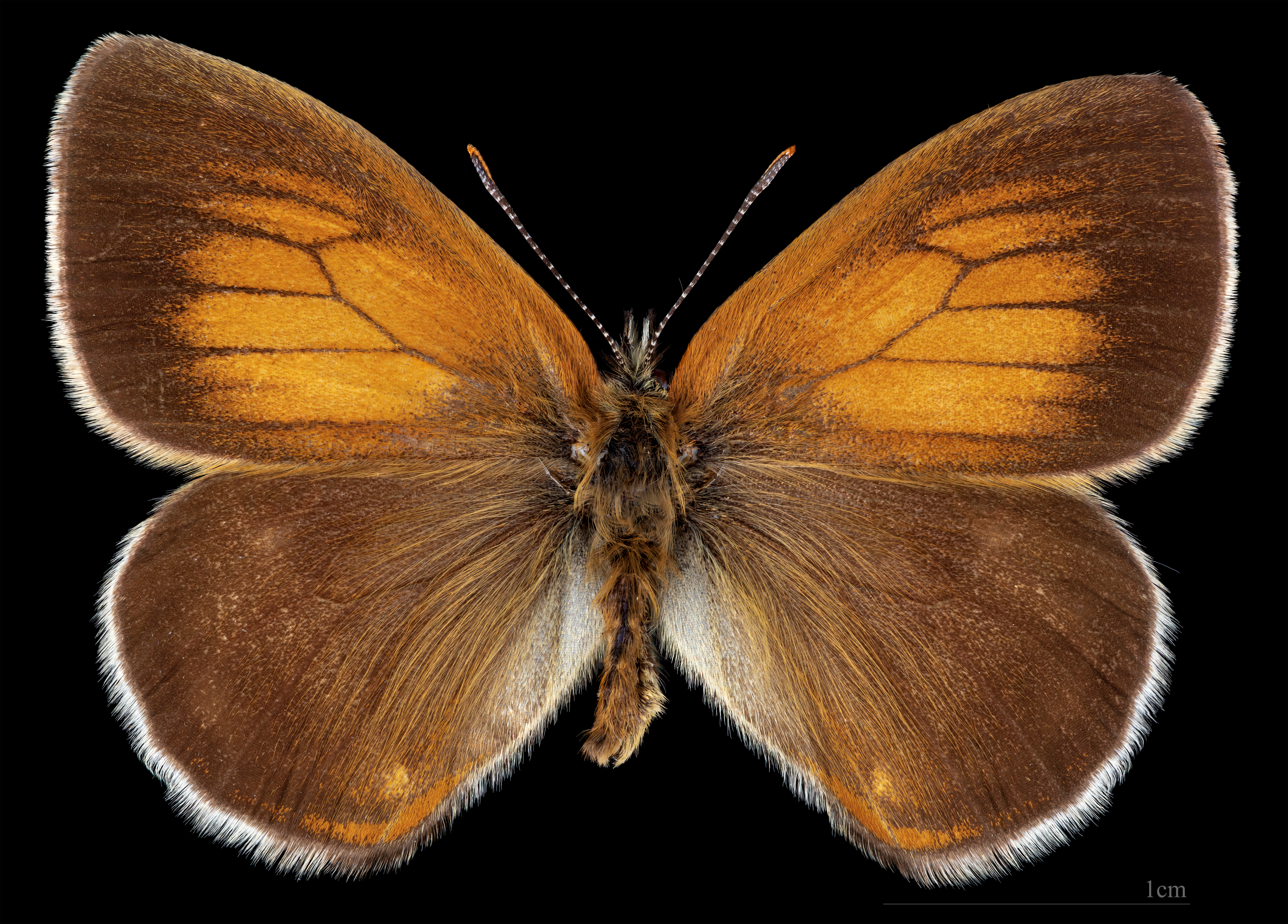
Coenonympha arcania ♂
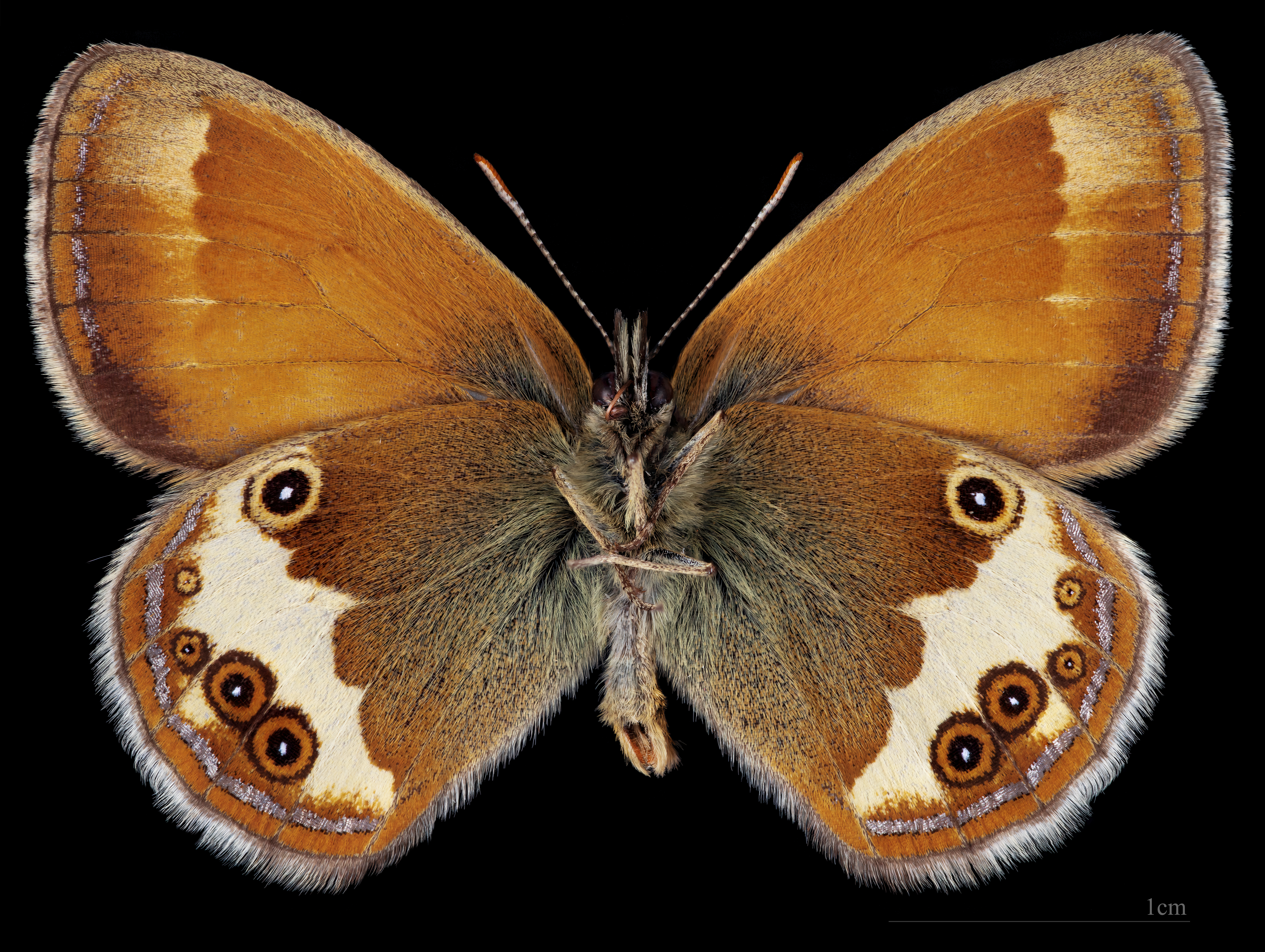
Coenonympha arcania ♂  △
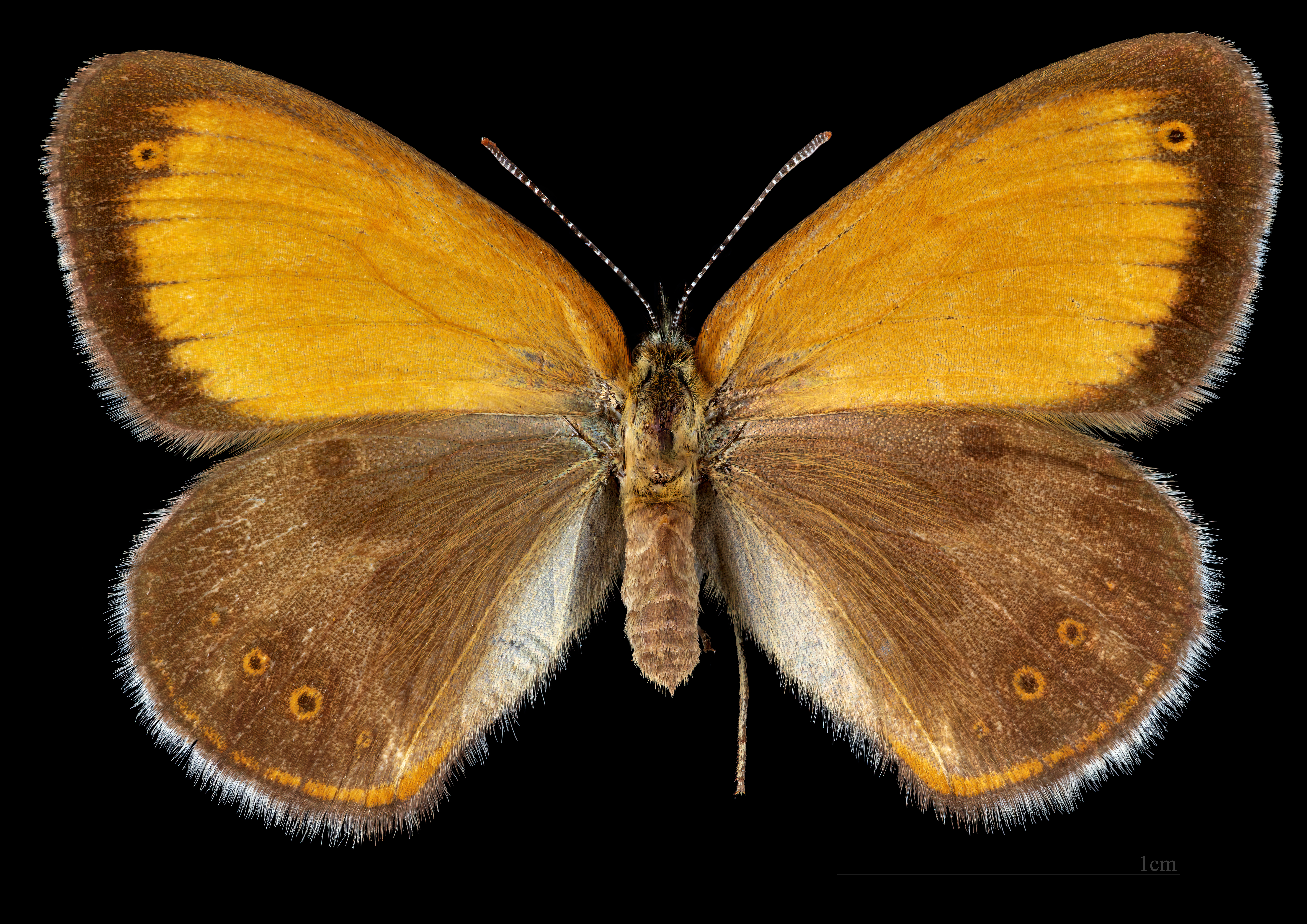
Coenonympha arcania ♀
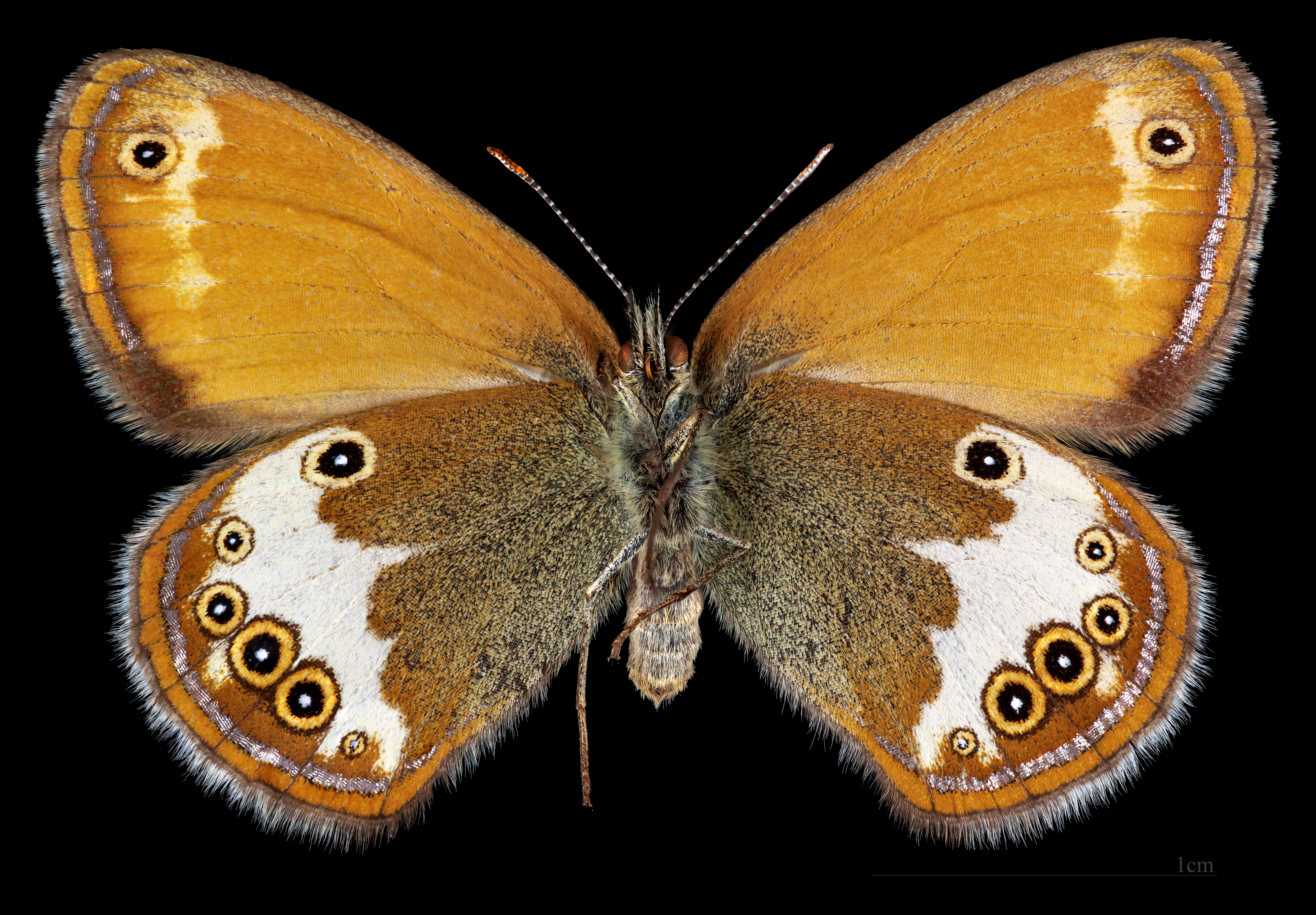
Coenonympha arcania ♀  △

Zwischen der Augenfleckreihe und dem Flügelrand verläuft eine weißgraue, der Kontur der Flügelkante folgende Linie. Die Unterseiten der Vorderflügel sind orange gefärbt und an den Rändern leicht gräulich. Auf ihnen befindet sich nahe den Flügelspitzen je ein weiterer Augenfleck. Die Flügel sind grau gefranst.
Die Raupen werden ca. 20 Millimeter lang. Sie sind grün gefärbt und tragen neben einem kräftigen weißen Seitenstreifen einen weiteren nahe dem Rücken, der aber schwach ausgeprägt ist. Am Hinterleibsende ragen zwei weiße, an der Spitze rosa gefärbte Zipfel nach hinten.

### Ähnliche Arten
- Wald-Wiesenvögelchen (Coenonympha hero)
- Großes Wiesenvögelchen (Coenonympha tullia)
- Stromtal-Wiesenvögelchen (Coenonympha oedippus)
- Rotbraunes Wiesenvögelchen (Coenonympha glycerion)
- Alpen-Wiesenvögelchen (Coenonympha gardetta)

## Vorkommen
Die Tiere kommen in Mittel- und Osteuropa, von Nordspanien bis Südschweden und in Südeuropa im ganzen Festland Italiens und bis in die Türkei vor. Nach Osten hin findet man sie über das gemäßigte Asien bis Transkaukasien. Sie besiedeln je nach Temperatur eine Höhe von bis zu 1.800 Metern. Sie kommen fast überall vor, leben vorzugsweise in sonnendurchfluteten und lockeren Wäldern und an deren Rändern und auf verbuschtem Trockenrasen. Die Populationen sind aber rückläufig.

## Lebensweise
Die Falter sitzen mit geschlossenen Flügeln meist auf sonnigen Stellen. Dazu richten sie ihre Flügelunterseiten direkt zur Sonne und sitzen dadurch sehr schräg.

### Flugzeit
Sie fliegen jährlich in einer Generation von Mitte Mai bis Mitte August.

### Nahrung der Raupen
Die Raupen ernähren sich von Wolligem Honiggras (Holcus lanatus), Echtem Schaf-Schwingel (Festuca ovina) und anderen Süßgrasarten.

## Entwicklung
Die Weibchen legen ihre Eier einzeln oder in kleinen Grüppchen auf die Halme der Futterpflanzen. Die Raupen überwintern jung.

## Gefährdung und Schutz
- Rote Liste BRD: V (auf der Vorwarnliste).[3] Sie sind auch nach der Bundesartenschutzverordnung in Deutschland besonders geschützt.
- In Vorarlberg, Österreich ist die Art als „vom Aussterben bedroht“ gelistet. Nach fünf Jahren gelang 2024 erstmals wieder ein Nachweis durch das Citizen-Science-Projekt „Schmetterlinge Österreichs“.[4]